# Ehirava fluviatilis
Ehirava fluviatilis is een  straalvinnige vissensoort uit de familie van haringen (Clupeidae). De wetenschappelijke naam van de soort is voor het eerst geldig gepubliceerd in 1929 door Deraniyagala.